# Lego Castle
LEGO Castle var en produktlinje produceret af den danske legetøjskoncern LEGO, som indbefattede borge, riddere og andre middelalder- og fantasyinspirerede elementer. Temaet blev itnroduceret første gang i 1978 og blev produceret uafbrudt frem til 1997 i forskellige undertemaer. Det blev senere fortsat som LEGO Knights Kingdoms efterfølgende LEGO Kingdoms themes. Lego Castle blev markedsført LEGOLAND banneret frem til 1991, hvorefter virksomheden valgte at ændre det og tilføjet LEGO System i 1992, men det blev først droppet 1999.

## Tidslinje
| År        | Fraktion                     | Fraktion                     | Fraktion                                 | Fraktion               |
| --------- | ---------------------------- | ---------------------------- | ---------------------------------------- | ---------------------- |
| 1978–1983 | Classic Castle               | Classic Castle               | Classic Castle                           | Classic Castle         |
|           | Allierede                    | Allierede                    | Fjender                                  | Fredløse               |
| 1984–1986 | Crusaders                    |                              | Black Falcons                            |                        |
| 1987–1991 | Crusaders                    | Forestmen                    | Black Falcons                            |                        |
| 1992      | Black Knights                | Black Knights                | Black Falcons                            | Wolfpack Renegades     |
| 1993–1994 | Black Knights                | Black Knights                | Dragon Masters                           | Wolfpack Renegades     |
| 1995      | Royal Knights                | Royal Knights                | Dragon Masters                           |                        |
| 1996      | Royal Knights                | Royal Knights                | Dragon Masters                           | Dark Forest            |
| 1997      | Royal Knights                | Royal Knights                | Fright Knights                           | Dark Forest            |
| 1998–1999 | Royal Knights                | Royal Knights                | Fright Knights                           | Dark Forest            |
| 2000–2003 | Knight's Kingdom (Lions)     | Knight's Kingdom (Lions)     | Knight's Kingdom (Bulls)                 |                        |
| 2004–2006 | Knight's Kingdom II (Heroes) | Knight's Kingdom II (Heroes) | Knight's Kingdom II (Scorpions & Rogues) |                        |
| 2007      | Castle (Crown Knights)       |                              | Castle (Skeletons)                       |                        |
| 2008–2009 | Castle (Crown Knights)       | Castle (Dwarves)             | Castle (Skeletons)                       | Castle (Orcs & Trolls) |
| 2010      | Kingdoms (Lions)             | Kingdoms (Lions)             | Kingdoms (Dragons)                       |                        |
| 2011      | Kingdoms (Lions)             | Kingdoms (Lions)             | Kingdoms (Dragons)                       |                        |
| 2013–2014 | Castle (King's Knights)      | Castle (King's Knights)      | Castle (Dragon Knights)                  |                        |